# Mira (kanton)
Mira – kanton w Ekwadorze, w prowincji Carchi. Stolicą kantonu jest Mira.